# Přirozené manželství
Přirozené manželství nebo přirozeně platné manželství (lat. matrimonium naturale) je v katolickém kanonickém právu označení pro smlouvu, „kterou muž a žena mezi sebou uzavírají partnerství na celý život a která je svou povahou zaměřena na dobro manželů a plození a výchovu potomstva“, a odlišuje se od svátostného nebo křesťanského manželství, v němž jsou obě zúčastněné strany pokřtěny.

## Platný křest jako podmínka křesťanského manželství
Hlavní článek: Svátostné manželství
Protože ostatní svátosti mohou přijímat pouze pokřtění, manželství někoho, kdo přijal křesťanskou víru, ale nebyl pokřtěn, je nesvátostné. Stejně tak manželství osoby, jejíž křest katolická církev považuje za neplatný, je nesvátostným přirozeným manželstvím. Příkladem takových křtů považovaných za neplatné jsou křty mormonů a svědků Jehovových.
Manželství dvou pokřtěných protestantů, i když církev nebo církve, ke kterým patří, a oni sami popírají, že manželství je svátost, a i když uzavírají manželství pouze civilně a ne v kostele (nejsou povinni dodržovat formu, která je povinná pro katolíky), je svátostným manželstvím, nikoliv pouze přirozeným.

## Přeměna ve svátostné manželství
Manželství, které uzavře nepokřtěný člověk, ať už jakéhokoli náboženství nebo víry, a to i s pokřtěným člověkem, je nesvátostným přirozeným manželstvím. Pokud se však nepokřtěná osoba nebo osoby nechají později pokřtít, stávající manželství se automaticky stává svátostným a není již pouze přirozeným.

## Podmínky pro uzavření přirozeného manželství
Pokud si katolík vezme nekatolíka, podléhá manželství katolickému kanonickému právu o překážkách manželství. Pokud se nejedná o katolíka, platí pouze překážky ovlivňující samotnou definici manželství (např. chybí-li souhlas, rozdílnost pohlaví, schopnost uzavřít manželství nebo v případě již existujícího manželského svazku) a překážky, které jsou považovány za součást přirozeného práva (např. vztah otce a dcery).
Jakékoli manželství, které není monogamní (polygamie), není heterosexuální (manželství osob stejného pohlaví) nebo zahrnuje nelidi (zoofilie), je podle přirozeného práva neplatným pokusem o manželství.[zdroj⁠?!]

## Přirozené manželství a rozvod
Hlavní článek: Prohlášení neplatnosti svátosti manželství, Privilegium paulinum a Privilegium petrinum
„Katolická církev neuznává ani neschvaluje civilní rozvod přirozeného manželství jako svátostného manželství.“ Nicméně přirozené manželství, i když je konzumované, může být církví rozvedeno, pokud to prospívá zachování víry ze strany křesťana, což jsou případy, které byly nazvány Pavlovským privilegiem a Petrovým privilegiem. V těchto případech, které vyžadují zásah Svatého stolce, církev připouští skutečný rozvod, skutečné zrušení platného manželství, na rozdíl od udělení rozvodu pouhou lidskou mocí, který podle katolické teologie manželský svazek ve skutečnosti nerozvádí.